# Ian Henderson
Pour les articles homonymes, voir Henderson.

a Compétitions nationales et continentales officielles uniquement.

b Matchs officiels uniquement.
Ian Henderson, né le 23 avril 1983 à Torquay, est un joueur de rugby à XIII écossais évoluant au poste de talonneur dans les années 2000 et 2010. Il a été sélectionné en sélection écossaise pour le coupe du monde 2008 et 2013. 

## Palmarès
- 2006 : Vainqueur du World Club Challenge avec les Bradford Bulls.
- 2005 : Vainqueur de la Super League avec les Bradford Bulls.
- 2004 : Finaliste de la National Rugby League avec les Sydney Roosters.
- 2003 : Finaliste de la National Rugby League avec les Sydney Roosters.

## Biographie
Henderson est né en Angleterre mais sa famille déménage dans son enfance en Australie pour s'établir sur la Central Coast en Nouvelle-Galles du Sud.
Formé au rugby à XIII, il fait ses débuts professionnels avec les Sydney Roosters en National Rugby League en 2003. Deux ans plus tard avec seulement sept matchs disputés, il rejoint les Parramatta Eels en 2005 avec il dispute uniquement un match avant de tenter l'aventure en hémisphère nord avec les Bradford Bulls en Super League.
Rapidement, il devient incontournable avec Bradford et déterminant, il remporte lors de cette saison 2005 la Super League, participant à la finale à Old Trafford. Il dispute deux autres saisons avec Bradford, mais fait face à une concurrence accrue en la personne de Terry Newton venu lors de la saison 2006 des Wigan Warriors, et se voit souvent reléguer sur le banc.
En 2007, il signe pour deux ans aux New Zealand Warriors et regagne la National Rugby League. Très vite, il gagne sa place de titulaire. Il dispute les phases finales de la NRL 2008. En 2010, il perd sa place de titulaire au profit de Aaron Heremaia, malgré une prolongation de contrat jusqu'en 2011 (signé en 2009), il parvient à un accord avec le club néo-zélandais pour le libérer de sa dernière année de contrat. Entre-temps, il est appelé en sélection écossaise en raison de ses origines familiales (à l'instar de ses deux frères (Andrew et Kevin Henderson) et dispute la coupe du monde 2008 où la sélection termine huitième, Henderson y joue talonneur puis troisième ligne.
Le 23 août 2010, il annonce signer un contrat de trois ans avec les Dragons Catalans où il gagne immédiatement une place de titulaire.